# Adad

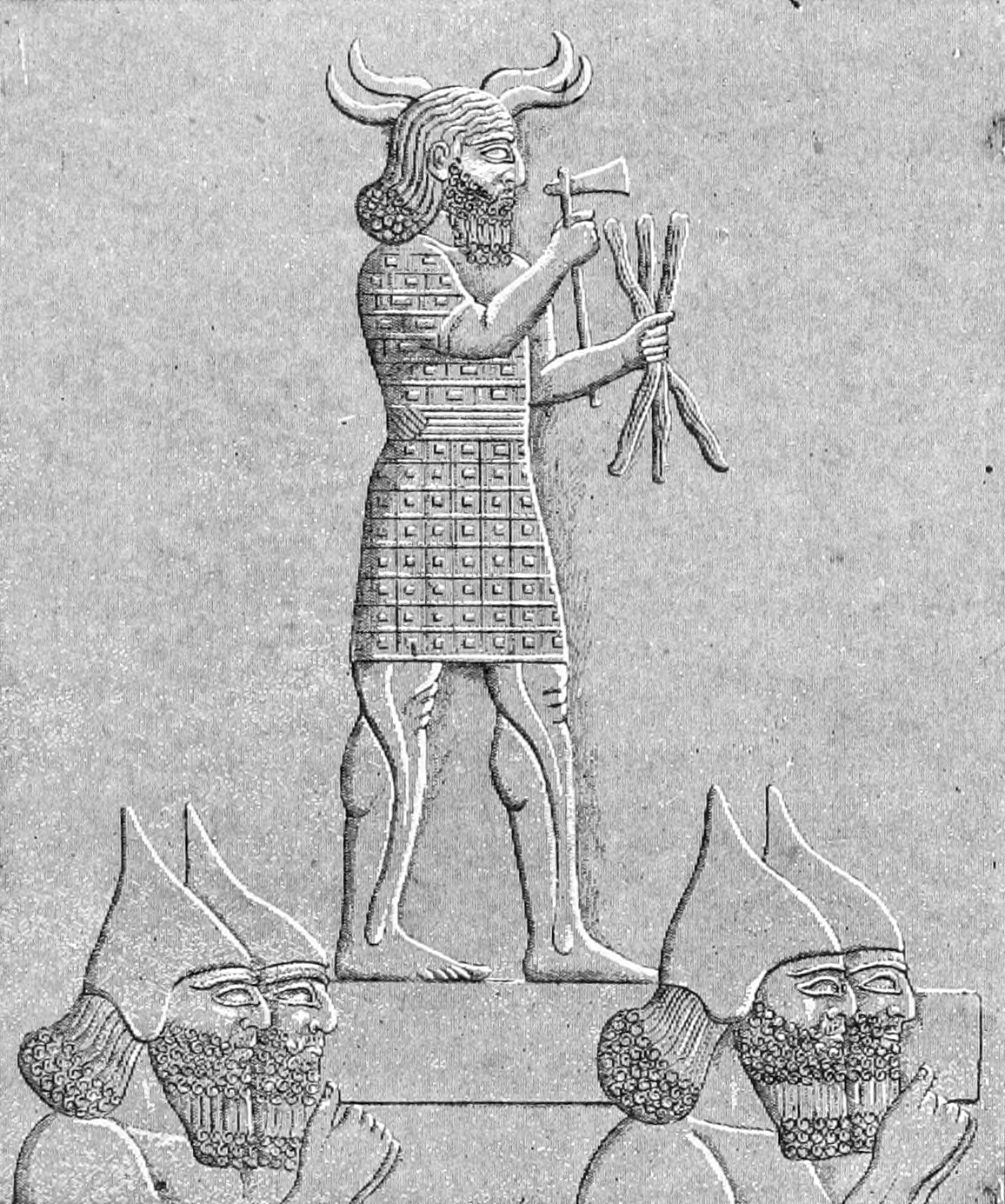
Assyriska soldater bär en staty av Adad

Adad var en gud i det gamla Mesopotamien som ansågs ha makten över vädret. Han kallas Adad på akkadiska och Ishkur på sumeriska. Hans västliga motsvarighet var Hadad.
Adad hade en dubbla aspekter; han var både givare och förstörare av liv. Hans regn gjorde landet fruktbart och därför fick han titeln överflödets herre. Hans stormar och orkaner var bevis på hans vrede mot fiender, de förde med sig mörker, nödlidande och död. De destruktiva aspekterna av guden är mer framträdande i södra Mesopotamien, medan han i norr vördades i större utsträckning som den välgörande regnbringaren.
Adad var i den dominerande släktbeskrivningen son till Anu, men i viss litteratur är han son till Enlil. Han var gift med Shala (Šala, sumeriska: Medimša). En lista över gudar innehåller fem barn till Adad, två söner och tre döttrar.
Adads symbol var cypressen och hans heliga tal var sex. Tjuren och lejonet var också heliga för honom, han avbildas ofta med åskviggar, stående på eller bredvid en tjur eller en lejondrake. I Babylonien, Assyrien och Aleppo var han också gud över orakel och spådom. Han tillbads i många av de viktiga städerna i Mesopotamien, inklusive Babylon och Ashur, huvudstad i Assyrien.